# Beukendreef
De Beukendreef is een straat in en rond Hoogerheide en helling gelegen op de steilrand van de Brabantse Wal nabij Woensdrecht in het zuidwesten van de Nederlandse provincie Noord-Brabant. De helling ligt in het natuurgebied Lindonk.

## Wielrennen
De helling zit in het fietsroutenetwerk ter plaatse. De LF13 Schelde-Rheinroute (als onderdeel van de EuroVelo EV4 Midden-Europaroute) passeert langs de voet van de helling maar slaat af naar de Vossenweg. Vlakbij ligt tevens de helling Lindonk.